# 李二曲
李顒（1627年—1705年），字中孚，號二曲，盩厔（陝西周至）人，明末清初儒学家，終身沒有剃髮易服。

## 生平
父親李可從為明朝武官，從汪喬年與李自成軍作戰，戰死於河南襄城。家貧，借書苦學，遍讀經史諸子以及釋道之書。與孫奇逢、黃宗羲並稱三大儒。康熙十二年（1673年）陝西總督鄂善修復關中書院，聘李顒主講，一時「德紳名賢、進士舉貢、文學子衿之眾，環階席而侍，聽者幾千人」，陝西巡撫阿席熙也前來聽講。不久又以“山林隱逸”舉薦入朝，李顒八次上書以疾力辭，清廷屢以博學鴻儒科徵召，十八年（1679年）康熙派大員看望他，等病好催促入北京，李顒臥在床上被抬到西安，最後以絕食堅拒得免。康熙四十二年（1703年），康熙西巡，召見李顒，這时颙已衰老，就派兒子李慎言去康熙那兒陳情，並致上著作《四书反身录》、《二曲集》，帝赐御书「操志高洁」褒奖之。为学主兼朱紫陽、陸象山两派，以为“朱之教人，循循有序」，「中正平实，极便初学」，「陆之教人，一洗支离锢蔽之陋，在儒者中最为儆切。」又與李天生、李雪木合稱关中三李。